# Альфедена
Альфедена (італ. Alfedena) — муніципалітет в Італії, у регіоні Абруццо,  провінція Л'Аквіла.
Альфедена розташована на відстані близько 130 км на схід від Рима, 90 км на південний схід від Л'Акуїли.
Населення — 869 осіб (2014).

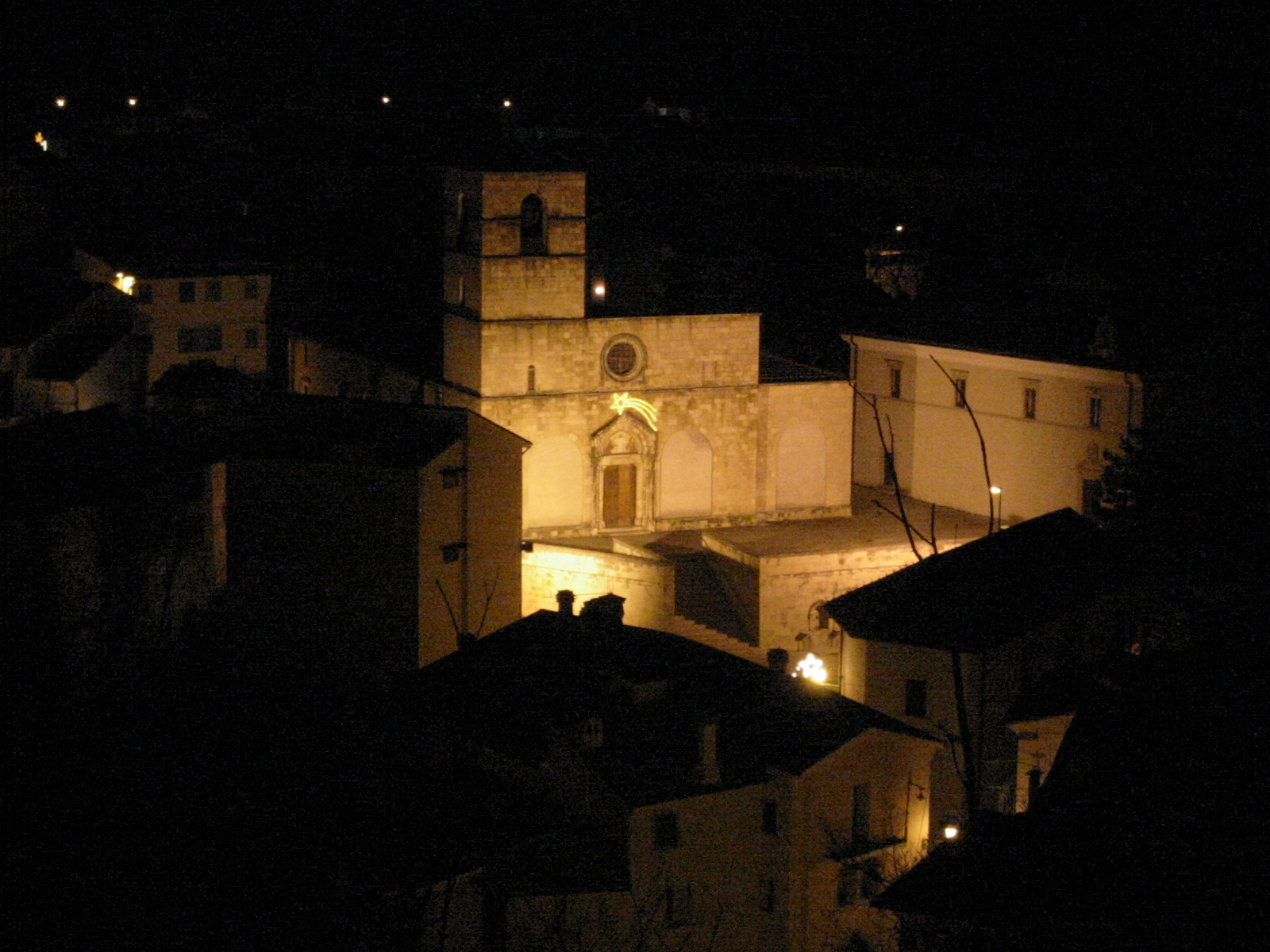

Щорічний фестиваль відбувається 29 квітня. Покровитель — святий Петро Martire.

## Демографія
Населення за роками:

Станом на 1 січня 2023 року в муніципалітеті офіційно проживав 101 іноземець з 25 країн, серед них 15 громадян країн Євросоюзу.

## Сусідні муніципалітети
- Барреа
- Монтенеро-Валь-Кокк'яра
- Пічиніско
- Піццоне
- Сконтроне